# Victoria B. Robinson
Victoria B. Robinson (* 5. November 1980 in Nürnberg) ist eine deutsche freie Journalistin, Moderatorin und Autorin.

## Leben und Werdegang
Victoria B. Robinson wurde in Mittelfranken geboren und wuchs zeitweise in den USA auf, wohin ihre Eltern mit ihr kurz nach ihrer Geburt zogen. Sie machte Abitur und studierte von 2002 bis 2007 Amerikanistik und Jura an der Universität Hamburg, wobei sie 2005 ein halbjähriges Studium an der University of Maryland, College Park in den USA absolvierte. Sie schloss mit dem Master (M.A.) in American studies und Public Law ab.
Neben der Schule bzw. dem Studium war sie als Journalistin für Printmedien sowie für verschiedene Fernsehsender tätig. Unter anderem schrieb sie von Ende 1998 bis 2000 für die Nürnberger Nachrichten und war 2000 zeitweise als Musik-Redakteurin für NBC GIGA tätig. Als TV-Redakteurin arbeitete sie von 2000 bis 2001 bei Schwartzkopff TV Production, wo sie unter anderem an der Fernseh-Talkshow-Reihe Britt – Der Talk um eins mitwirkte, sowie 2002 zeitweise bei Grundy UFA und von 2002 bis 2003 beim NDR.
2007 war sie bei verschiedenen Unternehmen im Bereich Marktforschung und Public Relations tätig. Seitdem arbeitet sie als freie Journalistin, Moderatorin, Lektorin, PR-Consultant und Autorin.
Robinson ist in der „Schwarzen Deutschen Community“ aktiv, Mitglied der Initiative Schwarze Menschen in Deutschland (ISD) und Gründungsmitglied des Black European Women's Council (BEWC), in dem sie Deutschland repräsentiert. Sie ist Mitarbeiterin bei der RespectResearchGroup, einem gemeinsamen Forschungsprojekt der Universität Hamburg und der Rotterdam School of Management. Robinson engagierte und engagiert sich in Vorträgen und Seminaren sowie in dem von 2006 bis Anfang 2009 von ihr betriebenen Blog BLACKprint für die Belange von Afrodeutschen. 2008 wurde sie vom British Council als eine von „100 potentiellen Führungspersönlichkeiten“ aus Europa und Nordamerika für das Projekt Transatlantic Network 2020 (TN2020) ausgewählt.
Robinson lebt und arbeitet in Hamburg.

## Veröffentlichungen
- 111 Gründe, Männer zu lieben. Ein Lobgesang auf das starke Geschlecht. Schwarzkopf & Schwarzkopf Verlag, Berlin 2009, ISBN 978-3-89602-888-4.
- Schanzen-Slam. Roman. Schwarzkopf & Schwarzkopf Verlag, Berlin 2009 (= Anais; Bd. 9), ISBN 978-3-89602-556-2.
- 111 Gründe, eine beste Freundin zu haben. Schwarzkopf & Schwarzkopf Verlag, Berlin 2010, ISBN 978-3-89602-960-7.